# 東京ぼん太ショー
『東京ぼん太ショー』（とうきょうぼんたショー）は、1968年10月6日から1969年3月30日までフジテレビ系列局で放送されていたフジテレビ製作のバラエティ番組である。

## 概要
東京ぼん太の芸とゲストの歌を中心とする内容で放送。1967年12月31日（日曜）に年越し番組として23:40 - 1月1日0:15で放送し、1968年7月6日（土曜）に『コント55号の世界は笑う』開始前のつなぎ番組として再び放送した後、同年10月にレギュラー放送を開始した。同年10月6日付の産経新聞には、同じ日に放送開始した『ワン・チュー・スリー作戦』や『風来坊』などの宣伝広告とともに本番組の宣伝広告が掲載されていた。キャッチフレーズは「ペケ子ちゃんも見てね。」「いろいろあらぁね」だった。
当初は1時間番組だったが、1969年2月2日放送分からは30分にまで縮小していた。

## 放送時間
いずれも日本標準時。
- 日曜 19:00 - 19:56 （1968年10月6日 - 1969年1月26日）
- 日曜 19:00 - 19:30 （1969年2月2日 - 1969年3月30日） - 26分縮小。